# Giuramento del Consiglio dei ministri della Repubblica Italiana

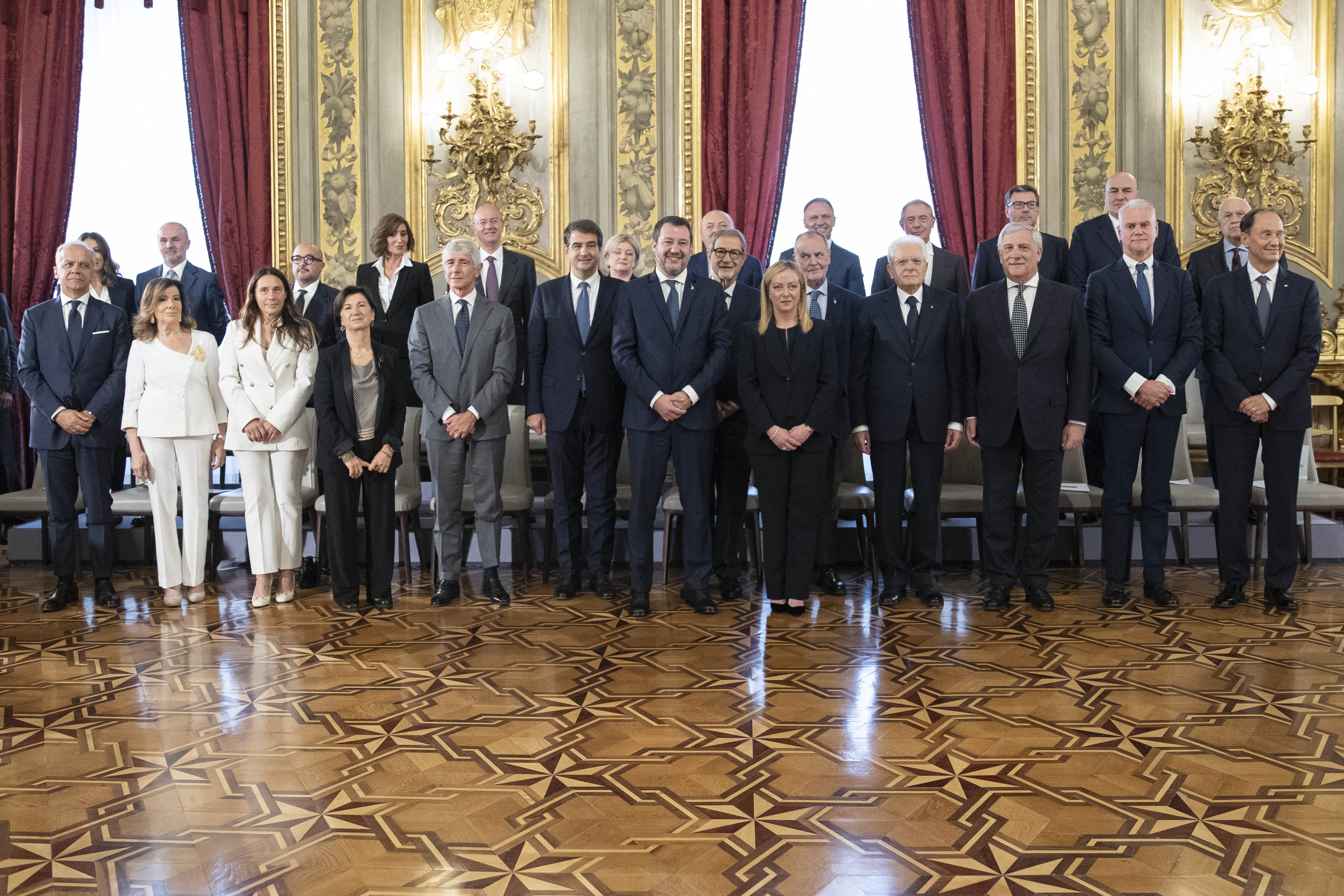
Il presidente Giorgia Meloni ed i suoi ministri con il Presidente della Repubblica Sergio Mattarella dopo la cerimonia di giuramento.

Il giuramento del Consiglio dei ministri della Repubblica Italiana è l'atto ufficiale col quale si forma il governo italiano, prestando giuramento davanti al Presidente della Repubblica presso il Palazzo del Quirinale.

## La nomina
La nomina è l'atto che porta alla formazione del governo e che precede il giuramento del Consiglio dei ministri: infatti il presidente del Consiglio incaricato, dopo delle consultazioni, si reca dal capo dello Stato per sciogliere la riserva. Subito dopo lo scioglimento della riserva si perviene alla firma e alla controfirma dei decreti di nomina del Capo dell'esecutivo e dei ministri. In sintesi il procedimento si conclude con l'emanazione di cinque o sei tipi di decreti del presidente della Repubblica:
- quello di nomina del presidente del Consiglio (controfirmato dal presidente del Consiglio nominato, per attestare l'accettazione);
- quello di nomina dei singoli ministri (controfirmato dal presidente del Consiglio);
- quello di accettazione delle dimissioni del Governo uscente nonché dei sottosegretari dalle rispettive cariche (controfirmati anch'essi dal presidente del Consiglio nominato). Questi due decreti sono separati in quanto ufficialmente i sottosegretari non fanno parte del Governo.
- quello di nomina del sottosegretario di Stato alla Presidenza del Consiglio dei ministri con funzioni di Segretario del Consiglio medesimo.
- quello di un eventuale conferimento a uno o più ministri dell'incarico di Vicepresidente del Consiglio.

## Il giuramento

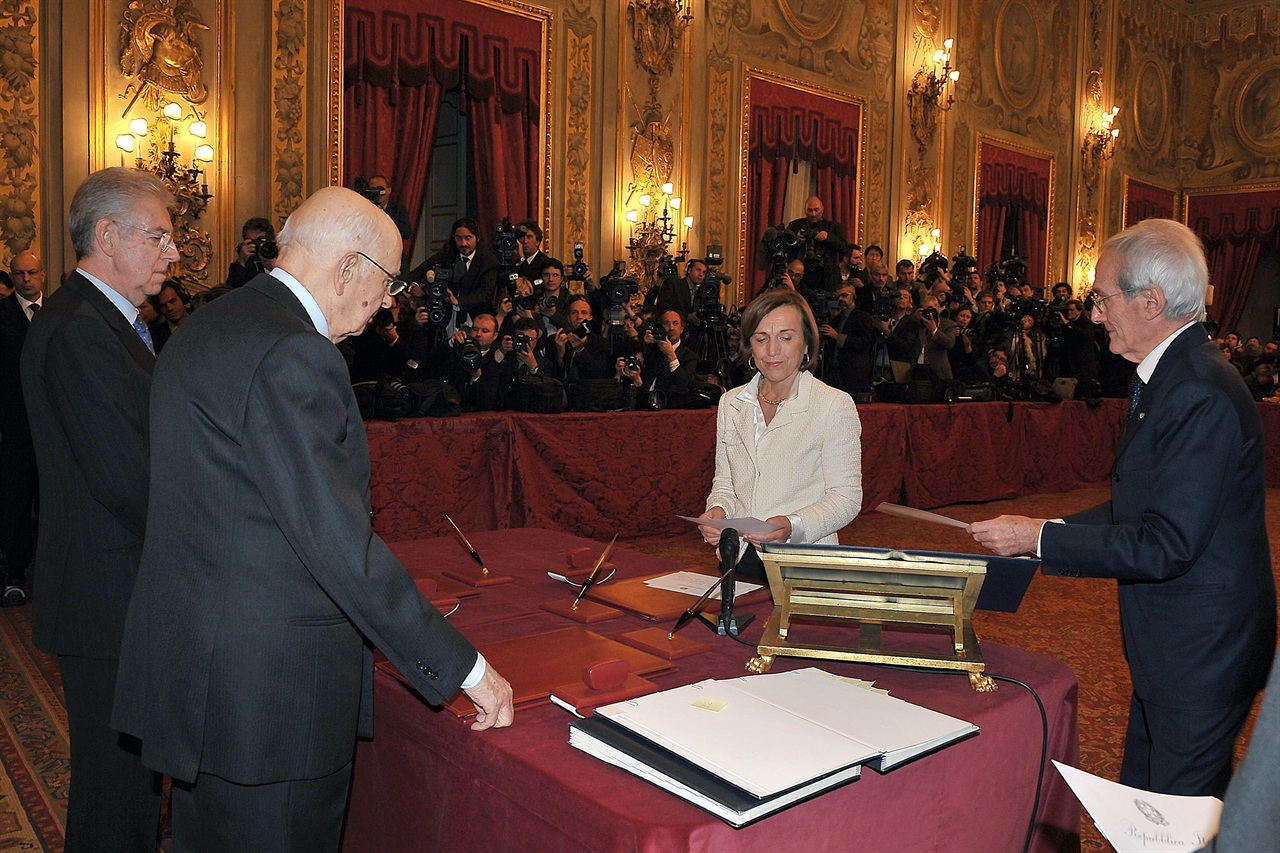
Elsa Fornero giura nelle mani del Presidente della Repubblica, affiancato dal presidente del Consiglio Mario Monti (16 novembre 2011).

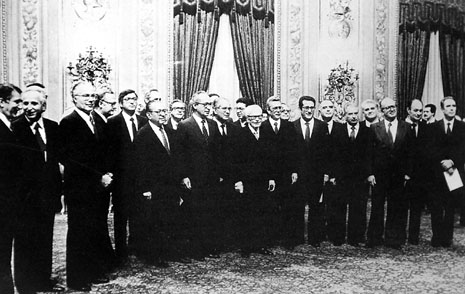
Quirinale 1980: I ministri del governo Forlani con il Presidente della Repubblica Sandro Pertini

Prima di assumere le funzioni, il Presidente del Consiglio e i Ministri devono prestare giuramento secondo la formula rituale indicata dall'art. 1, comma 3, della legge n. 400/88. Il giuramento rappresenta l'espressione del dovere di fedeltà che incombe su tutti i cittadini e, in modo particolare, su coloro che svolgono funzioni pubbliche fondamentali (in base all'art. 54 della Costituzione).
Il giuramento avviene nel Salone delle Feste al Palazzo del Quirinale, davanti al presidente della Repubblica accompagnato dal suo Segretario Generale.
È bene precisare che il Presidente del Consiglio e i Ministri assumono le loro responsabilità sin dal giuramento e, quindi, prima del voto di fiducia.

### Formula rituale
Il Presidente del Consiglio e i ministri giurano pronunciando la seguente formula rituale:
(Legge 23 agosto 1988, n. 400, articolo 1, in materia di "Disciplina dell'attività di Governo e ordinamento della Presidenza del Consiglio dei Ministri.")
Dopo la formula viene firmato l'atto ufficiale dal neo-ministro e dal Presidente della Repubblica.
La formula deriva da quella utilizzata durante il Regno d'Italia (1861-1946):
(Articolo 49 dello Statuto albertino)
Questa derivava, a sua volta, dalla formula utilizzata dai Savoia nel Regno di Sardegna (1720-1861) prima della concessione dello Statuto albertino (1848):
(Il giuramento sotto re Carlo Felice di Savoia)

### Cerimonia
La cerimonia del giuramento avviene nel Salone delle Feste del Palazzo del Quirinale, l'ambiente più maestoso della Sede della Presidenza della Repubblica. Secondo la consuetudine il Presidente del Consiglio e i ministri vanno a giurare uno per volta davanti al Presidente della Repubblica, accompagnato dal Segretario generale che legge le formule di rito, presso un tavolo dove si trovano una copia originale della Costituzione Italiana, conservata presso gli Archivi Storici del Quirinale nel Palazzo Sant'Andrea, e i documenti ufficiali.
Per primo presta giuramento il Presidente del Consiglio, quindi i ministri senza portafoglio per concludere con i ministri con portafoglio. Dopo aver giurato il Presidente del Consiglio si pone di fianco al Presidente della Repubblica e lo accompagna nel giuramento dei ministri.
A conclusione di tutto vi sono le foto ufficiali del nuovo Consiglio dei Ministri insieme con il Presidente della Repubblica.

### Assenza di ministri

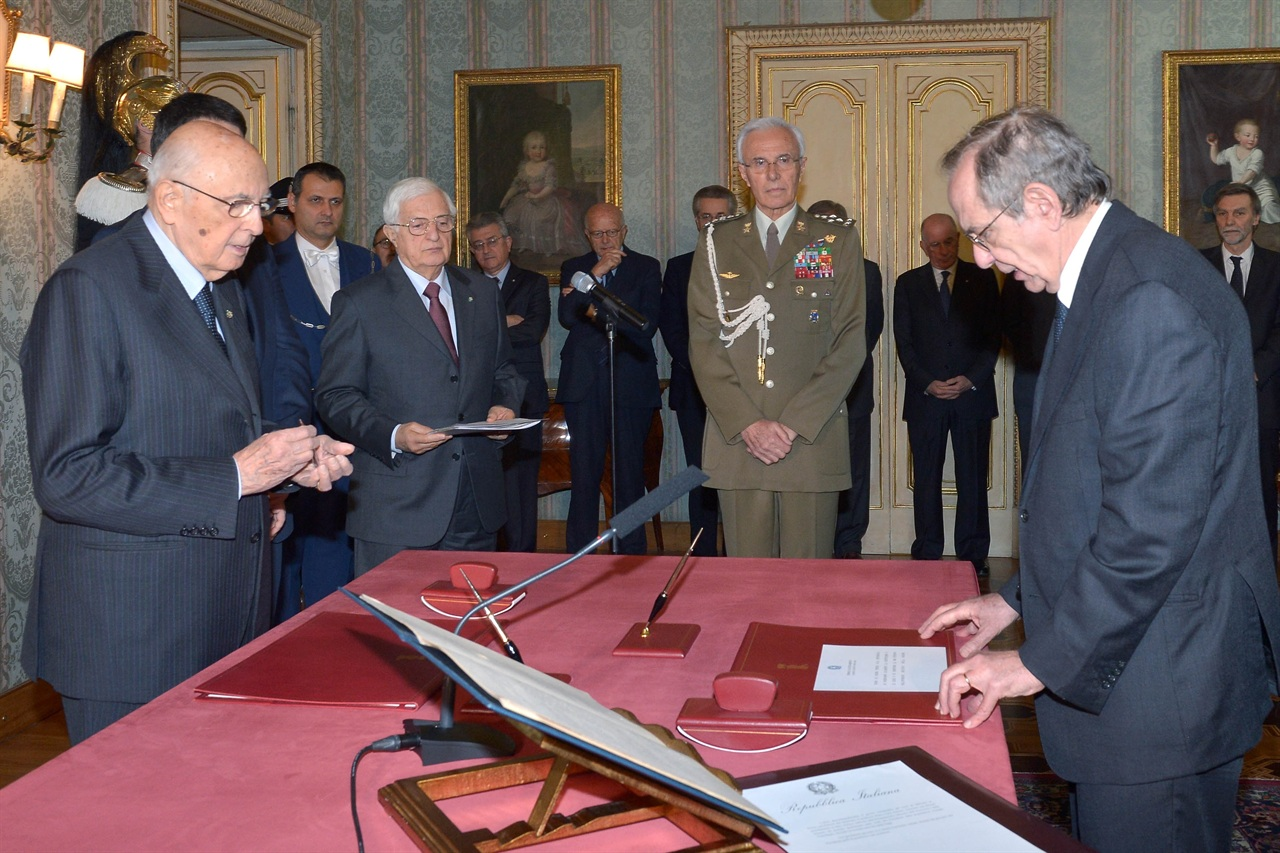
Pier Carlo Padoan giura come Ministro dell'Economia del Governo Renzi nella Sala della Pendola.

Nel caso in cui il giorno del giuramento del nuovo governo non fossero presenti uno o più ministri incaricati, perché impossibilitati o all'estero, questi prestano giuramento in un giorno successivo. La cerimonia ha luogo il prima possibile, sempre presso il Palazzo del Quirinale e con le stesse modalità, ma non più nel Salone delle Feste bensì nella più piccola Sala della Pendola.

## Eventi successivi

### Cerimonia della campanella
Dopo il giuramento del nuovo governo presso il Palazzo del Quirinale, viene svolto a Palazzo Chigi la tradizionale cerimonia della campanella, ossia il passaggio di consegne dal Presidente del Consiglio uscente a quello entrante.

### Prima seduta del Consiglio dei ministri
Subito dopo la cerimonia della campanella il nuovo Governo si riunisce nella Sala del Consiglio di Palazzo Chigi e tiene il primo Consiglio dei ministri. Durante questa seduta presta giuramento il Sottosegretario di Stato alla Presidenza del Consiglio dei ministri, con funzioni di segretario del Consiglio.

### Fiducia delle Camere
Entro dieci giorni dal decreto di nomina, il Governo è tenuto a presentarsi davanti a ciascuna Camera per ottenere il voto di fiducia, voto che deve essere motivato dai gruppi parlamentari e avvenire per appello nominale, al fine di impegnare direttamente i parlamentari nella responsabilità di tale concessione di fronte all'elettorato. Successivamente avviene la nomina e la cerimonia di giuramento dei sottosegretari del governo.
Se il governo non dovesse ottenere la fiducia delle Camere, il Governo appena nominato si dimette e resta in carica per il disbrigo degli affari correnti fino all'insediamento di un nuovo governo.

### Riferimenti normativi
- Costituzione della Repubblica Italiana
- Legge 23 agosto 1988, n. 400, in materia di "Disciplina dell'attività di Governo e ordinamento della Presidenza del Consiglio dei Ministri."